# 5e cérémonie des Hong Kong Film Awards
La 5e cérémonie des Hong Kong Film Awards a eu lieu le 6 avril 1986.

## Meilleur film
- Police Story de Jackie Chan
  - Women de Stanley Kwan
  - The Illegal Immigrant de Mabel Cheung
  - Mr. Vampire de Ricky Lau

## Meilleur réalisateur
- Mabel Cheung pour The Illegal Immigrant
  - Stanley Kwan pour Women
  - Sammo Hung pour First Mission
  - Ricky Lau pour Mr. Vampire
  - Jackie Chan pour Police Story

## Meilleur scénario
- Jamie Luk et Tang Wing Hung pour Love with a Perfect Stranger

## Meilleur acteur
- Kent Cheng pour Why Me?
  - Chow Yun-fat pour Women
  - Michael Hui pour Mr Boo contre Pom Pom
  - Jackie Chan pour First Mission
  - Jackie Chan pour Police Story

## Meilleure actrice
- Pauline Wong pour Love with a Perfect Stranger
  - Cora Miao pour Women
  - Deannie Yip pour The Unwritten Law
  - Pat Ha pour My Name Ain't Suzie
  - Brigitte Lin pour Police Story

## Meilleure photographie
- Poon Hang Sang pour Life and Death

## Meilleure chorégraphie d'action
- Jackie Chan Stunt Team pour Police Story